# Tropodiaptomus bhangazii
Tropodiaptomus bhangazii is een eenoogkreeftjessoort uit de familie van de Diaptomidae. De wetenschappelijke naam van de soort is voor het eerst geldig gepubliceerd in 1994 door N.A. Rayner.